# Una Noche – Eine Nacht in Havanna
Una Noche – Eine Nacht in Havanna ist ein Film in US-amerikanischer, kubanischer und britischer Koproduktion aus dem Jahr 2012. Internationaler Kinostart war am 23. August 2013. In deutsche Kinos kam der Film am 12. Dezember 2013. Zuvor lief der Film auf zahlreichen Festivals.

## Handlung
Der Film behandelt die kubanische Flüchtlingsproblematik. Jährlich versuchen vermutlich tausende Kubaner, sogenannte Balseros (wörtlich: Flößer), das vermeintliche Sozialparadies Kuba illegal über das Meer zu verlassen. Hauptziel ist dabei die rund 90 Meilen (150 Kilometer) entfernte Küste von Florida in den Vereinigten Staaten. Dies ist auch Ziel der beiden Freunde Raúl und Elio. Beide arbeiten in der Tourismus-Branche und träumen von einem Leben, welches ihnen die westlichen Touristen vorleben. Als Raúl des Angriffs auf Touristen beschuldigt wird, nachdem dieser eine Auseinandersetzung mit seiner als Prostituierte arbeitenden Mutter hatte, machen sie mit ihren Fluchtplänen ernst. Elios Zwillingsschwester Lila, jahrelang war das Geschwisterpaar unzertrennlich, bemerkt eine merkwürdige Veränderung bei ihrem Bruder. Eines Tages entdeckt sie in einer Ruine das primitive, nur aus ein paar Brettern bestehende Floß. Lila entscheidet sich für das Risiko und begleitet ihren Bruder und dessen Freund auf der Flucht.

## Nachwirkungen
Die drei jungen kubanischen Hauptdarsteller Dariel Arrechaga (Raúl), Anailín de la Rúa de la Torre (Lila) und Javier Núñez Florián (Elio) reisten Ende April 2012 nach New York zum Tribeca Film Festival. Während eines Zwischenstopps in Miami verschwanden die beiden Jungdarsteller Anailín de la Rúa und Javier Núñez, beide 20 Jahre alt, zunächst spurlos. Wenige Tage später tauchten beide aus ihrem Versteck wieder auf und kündigten an, um politisches Asyl in den Vereinigten Staaten zu bitten.
Beim Filmfestival selbst erhielt Una Noche den Preis die „Beste Kamera“ in der Kategorie „Spielfilm“. Die beiden männlichen Hauptdarsteller Dariel Arrechaga und Javier Núñez Florián wurden als „Bester Darsteller“ geehrt. Lucy Mulloy wurde zur „besten Newcomer-Regisseurin“ gekürt.

## Kritiken
„[…]Fazit: Das packende Drama über drei Jugendliche, die aus Havanna übers Meer nach Florida fliehen wollen, beeindruckt mit seinem Realismus und seiner energiegeladenen Atmosphäre.“

„Realitätsnah gezeichnet, ist Una Noche – Eine Nacht in Havanna ein gelungenes Debüt der Nachwuchsregisseurin.“

## Auszeichnungen
- 2012: International Film Festival of India: Spezialpreis der Jury für Lucy Mulloy[8]
- 2012: Tribeca Film Festival: Bester Schauspieler, Beste Kamera, Beste Erstregie